# Grupo Hafesa
Grupo Hafesa es un holding energético español fundado en 2016, con sede en Madrid. Centra su actividad en la comercialización, importación, almacenamiento y distribución de productos petrolíferos, aunque en los últimos años ha iniciado una transición hacia un modelo multienergético con una estrategia de expansión nacional e internacional.

## Estructura corporativa y filiales
El grupo está compuesto por varias empresas especializadas, que cubren distintas áreas del sector energético:
- Hafesa Energía: Se encarga del trading y la comercialización de hidrocarburos, tanto a nivel nacional como internacional. Ha sido la principal fuente de facturación del grupo, especialmente en ventas a operadores.
- Hafesa Logística: Opera la flota propia de transporte (22 camiones cisterna) y garantiza la distribución de productos desde sus plantas hasta clientes finales, estaciones de servicio y distribuidores.
- Hafesa Oil: Gestiona la red de estaciones de servicio, actualmente con ocho gasolineras operativas en localidades como La Zubia, Valdepeñas, Sardón de Duero, As Marismas, Churriana de la Vega, Serón, Cadrete y Almerimar. El grupo prevé aumentar esta cifra hasta 80 estaciones en 2030, priorizando ubicaciones próximas (menos de 250 km) a sus centros logísticos.
- Aletteo: Es una comercializadora eléctrica lanzada por el grupo a finales de 2024. Orientada a pymes, tiene como objetivo alcanzar los 5.000 clientes en dos años y suministrar entre 100 y 150 GWh de energía anual, dentro de una apuesta por la diversificación y la sostenibilidad energética.[3]

## Infraestructura de almacenamiento
Grupo Hafesa cuenta con una red de plantas de almacenamiento repartidas por todo el territorio español, que suman más de 410.000 m³ de capacidad:
- DBA Bilbao Port (Ciérvana, Vizcaya): 63.500 m³, 16 tanques
- Petróleos Asturianos (El Musel, Gijón): 240.000 m³, 6 tanques
- DBA Motril Port (Motril, Granada): 103.000 m³, 10 tanques
- DBA Ocaña (Ocaña, Toledo): 9.648 m³, 8 tanques
- DBA Ferrol Port (Ferrol, La Coruña): en construcción, con 90.000 m³ previstos y 12 tanques; estará operativa a finales de 2026.

## Estado económico
En 2024, Grupo Hafesa alcanzó una facturación de aproximadamente 1.500 millones de euros, un 60 % más que el año anterior. Este crecimiento se ha debido principalmente al aumento del trading mayorista, que superó los 1.200 millones en ventas a operadores. En cambio, las ventas al por menor sufrieron un descenso del 80 % por la fuerte competencia de precios.
Pese a ello, el grupo ha logrado mantener márgenes sostenibles y fortalecer su posición en el mercado.

## Cuestiones legales y fiscales
Grupo Hafesa y varios de sus directivos están siendo investigados por un presunto fraude masivo de IVA en la comercialización de hidrocarburos (caso "Operación Drake"), entre 2016 y 2019, estimado en más de 154 millones de euros. La Fiscalía solicita penas de prisión para sus principales responsables, entre ellos el presidente del grupo, Alejandro Hamlyn, y propone la disolución de Hafesa Energía.
Además, se ha informado de que el grupo obtuvo aplazamientos fiscales por valor de 225 millones de euros en impuestos especiales e IVA concedidos por la Diputación de Vizcaya, lo que ha generado controversia en el sector.